# Stéphane Darbion
Stéphane Darbion  est un ancien footballeur français né le 22 mars 1984 à Belley dans le département de l'Ain. Il évoluait au poste de milieu offensif gauche. Il est ensuite devenu entraîneur adjoint à l'ESTAC Troyes à la suite de l'arrêt de sa carrière de joueur en juin 2020, puis intégré à l'équipe d'observation du centre de formation de l'ESTAC.
Après avoir fait ses débuts professionnels au Montpellier HSC, il évolue ensuite à l'AC Ajaccio et au FC Nantes puis dans les clubs grecs de l'Olympiakos Volos et du Skoda Xanthi. Il revient en 2012 en France en signant à l'ESTAC Troyes où il a joué jusqu'en 2020.

## Biographie
Stéphane Darbion commence le football à l'US Culoz où il reste dix ans avant de rejoindre l’Olympique lyonnais. Il dispute avec les Lyonnais le tournoi mondial des pupilles où le club rencontre en demi-finale par Le Havre AC. Les jeunes de l'OL s'inclinent lors de la séance de tirs au but.
En 2000, il rejoint l'ASOA Valence où il se fait remarquer par le Montpellier HSC dont il intègre le centre de formation en 2002. L'année suivante, le 23 août 2003, il fait ses débuts en équipe première lors d'une rencontre à l'extérieur contre le SC Bastia. Il entre en jeu à la 89e minute en remplacement de Fodé Mansaré dans un match perdu sur le score d'un but à zéro. Pour sa première saison en équipe première, il dispute cinq rencontres et signe son premier contrat professionnel en février 2004 puis signe une prolongation de trois ans de son contrat l'année suivante. Descendu en Ligue 2 avec le MHSC, il marque le premier but de sa carrière professionnelle contre le FC Gueugnon. Victime en avril 2007 d'une entorse du genou gauche, il ne dispute pas la fin de la saison qui voit le club terminer à la 15e place après avoir lutté tout le championnat pour éviter la descente.
En fin de contrat avec le club montpelliérain, il rejoint l'AC Ajaccio malgré la prolongation de contrat proposée par les dirigeants héraultais. Il réalise sous les couleurs de l’ACA sa saison la plus complète en 2008-2009 inscrivant huit buts en trente-trois matchs. 
En juin 2009, Stéphane Darbion est proche de signer avec le RC Strasbourg mais la présence de Gernot Rohr, son entraîneur de la saison précédente, au FC Nantes le fait finalement signer deux ans chez les « Canaris ». Il termine sa première saison nantaise en étant meilleur buteur à égalité avec Jean-Claude Darcheville et meilleur passeur. L'année suivante, il ne joue que vingt-deux rencontres en 2010-2011, sa saison étant gâchée par une mononucléose.
Après deux saisons au FC Nantes, il rejoint en juin 2011, l'Olympiakos Volos, club de Super League grecque qualifié en Ligue Europa. Il dispute quatre rencontres de coupe européenne avec ce club mais en août, celui-ci est relégué en quatrième division et exclu des compétitions UEFA pour des matchs truqués l'année précédente. Stéphane Darbion rompt alors son contrat et rejoint en octobre le Skoda Xanthi, autre club de première division grecque. En fin de saison, terminée à la onzième place, il résilie son contrat à un an de son échéance.
En contact avec l'ESTAC Troyes depuis octobre 2011, il rejoint le club troyen, qui vient d’accéder à la Ligue 1, en juin 2012. Après un bon début de saison avec trois buts inscrits en quinze matchs, son contrat est prolongé de deux ans en janvier 2013 et le lie au club jusqu'en juin 2016. Le club connaît cependant, en fin de saison, la relégation en Ligue 2. Il inscrit la saison suivante sept buts en championnat et atteint, avec ses coéquipiers, les demi-finale de la Coupe de la Ligue. Les Troyens sont battus à ce stade de la compétition par l'Olympique lyonnais sur le score de deux buts à un. En 2014-2015, toujours en Ligue 2, il inscrit lors de la 21e journée, un doublé face au FC Sochaux et l'ESTAC l'emporte sur le score de deux buts à zéro. Le club troyen est alors en tête du championnat et se rapproche de la Ligue 1 avec neuf points d'avance sur le quatrième. Il inscrit lors de la trentième journée un but décisif à la 90e minute face au Dijon FCO qui permet à l'ESTAC de remporter la rencontre sur le score d'un but à zéro et d'avoir ainsi neuf points d'avance sur le deuxième et onze sur le quatrième. Lors de la 35e journée, face au Nîmes Olympique, sa réalisation en fin de match est de nouveau décisive, victoire deux buts à un, et offre le titre de champion de Ligue 2 au club troyen. Ce retour dans l'élite s'avère difficile et l'ESTAC termine dernier du championnat. Stéphane Darbion renouvelle son contrat avec le club en juin 2016 pour une saison supplémentaire.
Le 10 juin 2020, il annonce sa retraite sportive après huit saisons passées à l'ESTAC Troyes.

## Statistiques
Le tableau ci-dessous résume les statistiques en match officiel de Stéphane Darbion depuis ses débuts de joueur professionnel,,.
| Saison                | Club                  | Championnat           | Championnat | Championnat | Coupe nationale | Coupe nationale | Coupe de la Ligue | Coupe de la Ligue | Compétition(s) continentale(s) | Compétition(s) continentale(s) | Compétition(s) continentale(s) | Barrages | Barrages | Total | Total |
| Saison                | Club                  | Division              | M.          | B.          | M.              | B.              | M.                | B.                | Comp.                          | M.                             | B.                             | M.       | B.       | M.    | B.    |
| 2003-2004             | Montpellier HSC       | Ligue 1               | 5           | 0           | -               | -               | -                 | -                 | -                              | -                              | -                              | -        | -        | 5     | 0     |
| 2004-2005             | Montpellier HSC       | Ligue 2               | 20          | 0           | 1               | 1               | 2                 | 0                 | -                              | -                              | -                              | -        | -        | 23    | 1     |
| 2005-2006             | Montpellier HSC       | Ligue 2               | 22          | 2           | 2               | 0               | 3                 | 0                 | -                              | -                              | -                              | -        | -        | 27    | 2     |
| 2006-2007             | Montpellier HSC       | Ligue 2               | 23          | 2           | 5               | 1               | 2                 | 0                 | -                              | -                              | -                              | -        | -        | 30    | 3     |
| Sous-total            | Sous-total            | Sous-total            | 70          | 4           | 8               | 2               | 7                 | 0                 | -                              | -                              | -                              | -        | -        | 85    | 6     |
| 2007-2008             | AC Ajaccio            | Ligue 2               | 35          | 3           | 2               | 0               | 1                 | 0                 | -                              | -                              | -                              | -        | -        | 38    | 3     |
| 2008-2009             | AC Ajaccio            | Ligue 2               | 33          | 8           | 5               | 0               | 1                 | 1                 | -                              | -                              | -                              | -        | -        | 39    | 9     |
| Sous-total            | Sous-total            | Sous-total            | 68          | 11          | 7               | 0               | 2                 | 1                 | -                              | -                              | -                              | -        | -        | 77    | 12    |
| 2009-2010             | FC Nantes             | Ligue 2               | 36          | 6           | 1               | 0               | 1                 | 0                 | -                              | -                              | -                              | -        | -        | 38    | 6     |
| 2010-2011             | FC Nantes             | Ligue 2               | 22          | 1           | 4               | 0               | -                 | -                 | -                              | -                              | -                              | -        | -        | 26    | 1     |
| Sous-total            | Sous-total            | Sous-total            | 58          | 7           | 5               | 0               | 1                 | 0                 | -                              | -                              | -                              | -        | -        | 64    | 7     |
| 2011                  | Olympiakos Volos      | Super League          | -           | -           | -               | -               | -                 | -                 | C3                             | 4                              | 0                              | -        | -        | 4     | 0     |
| Sous-total            | Sous-total            | Sous-total            | -           | -           | -               | -               | -                 | -                 | -                              | 4                              | 0                              | -        | -        | 4     | 0     |
| 2011-2012             | Skoda Xanthi          | Super League          | 13          | 0           | 2               | 0               | -                 | -                 | -                              | -                              | -                              | -        | -        | 15    | 0     |
| Sous-total            | Sous-total            | Sous-total            | 13          | 0           | 2               | 0               | -                 | -                 | -                              | -                              | -                              | -        | -        | 15    | 0     |
| 2012-2013             | ESTAC Troyes          | Ligue 1               | 31          | 4           | 2               | 0               | 1                 | 0                 | -                              | -                              | -                              | -        | -        | 34    | 4     |
| 2013-2014             | ESTAC Troyes          | Ligue 2               | 32          | 7           | 1               | 1               | 6                 | 0                 | -                              | -                              | -                              | -        | -        | 39    | 8     |
| 2014-2015             | ESTAC Troyes          | Ligue 2               | 30          | 6           | -               | -               | 1                 | 1                 | -                              | -                              | -                              | -        | -        | 31    | 7     |
| 2015-2016             | ESTAC Troyes          | Ligue 1               | 26          | 1           | 2               | 0               | -                 | -                 | -                              | -                              | -                              | -        | -        | 28    | 1     |
| 2016-2017             | ESTAC Troyes          | Ligue 2               | 38          | 5           | 1               | 0               | 1                 | 0                 | -                              | -                              | -                              | 2        | 0        | 42    | 5     |
| 2017-2018             | ESTAC Troyes          | Ligue 1               | 23          | 3           | 2               | 0               | -                 | -                 | -                              | -                              | -                              | -        | -        | 25    | 3     |
| 2018-2019             | ESTAC Troyes          | Ligue 2               | 6           | 0           | -               | -               | -                 | -                 | -                              | -                              | -                              | -        | -        | 6     | 0     |
| 2019-2020             | ESTAC Troyes          | Ligue 2               | 7           | 0           | 1               | 0               | -                 | -                 | -                              | -                              | -                              | -        | -        | 8     | 0     |
| Sous-total            | Sous-total            | Sous-total            | 193         | 26          | 9               | 1               | 9                 | 1                 | -                              | -                              | -                              | 2        | 0        | 213   | 28    |
| Total sur la carrière | Total sur la carrière | Total sur la carrière | 402         | 48          | 31              | 3               | 19                | 2                 | -                              | 4                              | 0                              | 2        | 0        | 458   | 53    |

## Palmarès
- Champion de Ligue 2 en 2015 avec l'ESTAC Troyes